# Otto Jelinek
Otto John Jelinek, oryg. Otakar Jelínek (ur. 20 maja 1940 w Pradze) – kanadyjski polityk, biznesmen, a wcześniej łyżwiarz figurowy pochodzenia czechosłowackiego, startujący w parach sportowych z siostrą Marią Jelinek. Uczestnik igrzysk olimpijskich (1960), mistrz (1962) i wicemistrz świata (1960), mistrz (1961) i wicemistrz Ameryki Północnej (1957), dwukrotny mistrz Kanady (1961, 1962).

## Życiorys
W 1948 roku rodzina Jelinek wyemigrowała z rodzinnej Czechosłowacji z powodu przejęcia władzy przez reżim komunistyczny. Otto miał wtedy siedem, a jego siostra Maria sześć lat. Przenieśli się najpierw do Szwajcarii, a następnie do Kanady, gdzie rodzeństwo zaczęło trenować łyżwiarstwo figurowe. W 1955 roku odnieśli pierwszy sukces zdobywając mistrzostwo Kanady juniorów w parach sportowych.
W kolejnych latach czterokrotnie plasowali się na drugim stopniu podium w mistrzostwach Kanady, przegrywając z Barbarą Wagner i Robertem Paulem w latach 1956–1958 i w 1960 roku. Na arenie międzynarodowej zaczęli osiągać sukcesy w 1957 roku, kiedy to zdobyli brązowy medal mistrzostw świata i srebro mistrzostw Ameryki Północnej. Do 1960 roku zdobyli jeszcze dwa medale mistrzostw świata, brąz w 1958 roku oraz srebro w 1960 roku ustępując po raz kolejny parze Wagner / Paul. W ich jedynym występie olimpijskim w 1960 roku w Squaw Valley zajęli czwartą lokatę.
W 1961 roku rodzeństwo Jelinek po raz pierwszy zostali mistrzami Kanady i byli faworytami do medali mistrzostw świata i Ameryki Północnej. Dzień przed mistrzostwami Ameryki Północnej rodzeństwo miało wypadek na treningu. Po upadku Otto doznał wstrząśnienia mózgu, Maria zaś miała ranę na udzie. Pomimo tego zignorowali zalecenia lekarzy, wystąpili i zdobyli tytuł. Główne zawody sezonu, mistrzostwa świata 1961 miały odbyć się w ich rodzinnej Pradze. Rodzeństwo Jelinków, które nadal było obywatelami Czechosłowacji, podlegało tamtejszemu prawu, więc obawiało się reperkusji po wjeździe do komunistycznego państwa. W celu zapewnienia bezpieczeństwa Marii i Otto Jelinkom Międzynarodowa Unia Łyżwiarska (ISU) zagroziła wycofaniem mistrzostw z Pragi, jeżeli rodzeństwu nie zapewni się spokojnego wjazdu i wyjazdu z Pragi. Czechosłowacki rząd zgodził się na takie warunki i pozbawił rodzeństwa czechosłowackiego obywatelstwa. Ostatecznie do rywalizacji na mistrzostwach nie doszło z powodu katastrofy samolotu lecącego z Nowego Jorku do Brukseli na pokładzie którego znajdowała się amerykańska reprezentacja łyżwiarzy figurowych podróżująca na mistrzostwa. Mistrzostwa odwołano, a rodzeństwo Jelinek przełożyło decyzję o zakończeniu kariery na kolejny sezon, aby móc wystąpić na mistrzostwach w kolejnym roku.
W 1962 roku rodzeństwo Jelinek zdobyło drugi tytuł mistrzów Kanady, natomiast karierę zakończyli zdobyciem złotego medalu mistrzostw świata, w Pradze. W latach 1963–1969 rodzeństwo występowało w rewii łyżwiarskiej Ice Follies.
Po zakończeniu kariery sportowej Otto Jelinek został politykiem. Karierę polityczną rozpoczął w 1972 roku, kiedy został wybrany na posła. Pełnił funkcję ministra fitnessu i sportu amatorskiego w latach 1984–1988, a później został mianowany ministrem dostaw i usług oraz ministrem dochodów, ale opuścił parlament, gdy konserwatywny rząd stracił władzę w 1993 roku. W 1996 roku Jelinek wrócił do Czech, gdzie został szefem czeskiego oddziału Deloitte, a w 2002 roku szefem oddziału tej firmy na Europę Środkową. Od 2007 do 2011 roku był Prezesem Zarządu Colliers International. W 2012 roku wrócił do Kanady, gdzie pracował jako niezależny konsultant. W 2013 roku został ambasadorem Kanady w Czechach.
Jest żonaty i ma dwóch synów.

## Osiągnięcia
Z Marią Jelinek
| Zawody                        | 1955           | 1956           | 1957           | 1958           | 1959           | 1960           | 1961           | 1962           |                |                |                |                |                |                |                |                |                |
| Międzynarodowe                | Międzynarodowe | Międzynarodowe | Międzynarodowe | Międzynarodowe | Międzynarodowe | Międzynarodowe | Międzynarodowe | Międzynarodowe | Międzynarodowe | Międzynarodowe | Międzynarodowe | Międzynarodowe | Międzynarodowe | Międzynarodowe | Międzynarodowe | Międzynarodowe | Międzynarodowe |
| ----------------------------- | -------------- | -------------- | -------------- | -------------- | -------------- | -------------- | -------------- | -------------- | -------------- | -------------- | -------------- | -------------- | -------------- | -------------- | -------------- | -------------- | -------------- |
| Igrzyska olimpijskie          |                |                |                |                |                | 4              |                |                |                |                |                |                |                |                |                |                |                |
| Mistrzostwa świata            |                |                | 3              | 3              | 4              | 2              |                | 1              |                |                |                |                |                |                |                |                |                |
| Mistrzostwa Ameryki Północnej |                |                | 2              |                |                |                | 1              |                |                |                |                |                |                |                |                |                |                |
| Krajowe                       |                |                |                |                |                |                |                |                |                |                |                |                |                |                |                |                |                |
| Mistrzostwa Kanady            | 1 J            | 2              | 2              | 2              |                | 2              | 1              | 1              |                |                |                |                |                |                |                |                |                |

## Nagrody i osiągnięcia
- Galeria Sławy Skate Canada – 1994[4]
- Kanadyjska Galeria Sławy Sportu – 1962[8]